# Gresten
Gresten  är en ort och kommun  i Österrike. Den ligger i distriktet Scheibbs i förbundslandet Niederösterreich, 100 km väster om huvudstaden Wien. Kommunen omges av kommunen Gresten-Land. 
Kommunen består av två orter (Ortschaften) (inom parentes invånarantal 1 januari 2024):
- Gresten (1 659)
- Ybbsbachamt (338)